# Kyle Van Noy
Kyle Van Noy (Reno, 26 marzo 1991) è un giocatore di football americano statunitense che milita nel ruolo di linebacker per i Baltimore Ravens della National Football League (NFL). Fu scelto nel corso del secondo giro (40º assoluto) del Draft NFL 2014 dai Lions. Al college giocò a football alla Brigham Young University.

## Carriera universitaria
Dopo aver giocato a football per la McQueen High School della sua città natale, Reno, presso la quale fu un linebacker ed un wide receiver all-state, Van Noy accettò la borsa di studio offertagli da BYU, che fu solo uno dei numerosi atenei (Arizona, Arizona State, Boise State, California, Colorado, UCLA, UNLV, Nevada, San Jose State e Stanford), fattisi avanti per assicurarsi le sue prestazioni.
Divenuto un giocatore dei Cougars, Van Noy saltò l'intera stagione 2009 per una violazione al codice d'onore dell'ateneo. L'anno seguente prese parte a tutti gli incontri in calendario mettendo a segno 35 tackle  (24 solitari), chiudendo terzo in squadra con 7,5 tackle con perdita di yard di cui 2 sack. Egli collezionò inoltre 2 fumble forzati, 2 pressioni sul quarterback, 2 passaggi deviati ed un fumble recuperato, che ritornò in touchdown con una corsa da 44 yard.
Nel 2011, suo anno da sophomore prese parte a tutti e 13 gli incontri stagionali, partendo 8 volte come titolare, portando a 68 i tackle totali e guidando i Cougars con 15 tackle con perdita di yard, 7 sack, 10 pressioni sul quarterback e 3 intercetti. Durante tale stagione egli fu l'unico giocatore della FBS Division I a mettere a referto almeno una statistica in ognuna delle seguenti categorie: tackle, tackle con perdita di yard, sack, intercetto, passaggio deviato, pressione sul quarterback, fumble recuperato, fumble forzato, calcio bloccato e touchdown. Come l'anno precedente, infatti, Van Noy recuperò un fumble  (da lui forzato) che ritornato in touchdown valse a BYU i punti necessari per conseguire la vittoria. Al termine della stagione fu eletto nel Phil Steele All-Independent First Team, Yahoo! Sports All-Independent Team e FBS All-Independent Team.
Nel 2012 Van Noy fu leader nella difesa di BYU che fu seconda a livello nazionale contro le corse (84,25 yard a partita concesse), terza in percentuale di conversione di terzi down concessi (27,71%) e yard totali concesse nei terzi down (26,33 yard a partita in media), quarta in yard totali concesse nei primi down (14,83 yard a partita in media) e quinta in punti concessi (176 punti totali). In 13 partite egli mise a segno 53 tackle di cui 22 con perdita di yard, 13 sack, 2 intercetti (di cui uno ritornato in touchdown), 6 fumble forzati, un fumble recuperato (e ritornato in touchdown), 8 pressioni sul quarterback, 5 passaggi deviati e 2 calci bloccati. Una delle sue migliori prestazioni fu nel San Diego County Credit Union Poinsettia Bowl, vinto da BYU contro San Diego State per 23-6, nel quale mise a segno 8 tackle, 1,5 sack, un fumble forzato, un fumble recuperato (e ritornato in touchdown), un intercetto (ritornato in touchdown) ed un punt bloccato. Il giornalista Dick Harmon sostenne che tale performance fu addirittura la migliore di sempre in bowl, messa in mostra da parte di un giocatore dei Cougars. A fine stagione fu inserito nel Third team All-American e si aggiudicò il College Football Performance Award sia come miglior difensore dell'anno che come migliore linebacker dell'anno.
Nel suo ultimo anno collegiale, Van Noy in 13 partite mise a segno 70 tackle (di cui 17,5 con perdita di yard), 4 sack, 2 intercetti (di cui uno ritornato in touchdown), 6 fumble forzati, 2 fumble recuperati, 7 passaggi deviati e 12 pressioni sul quarterback venendo inserito per il terzo anno consecutivo nel First-team All-Independent e per il secondo anno consecutivo nel Third team All-American.

### Vittorie e premi

#### Università
- Poinsettia Bowl: 1

BYU Cougars: 2012
- Armed Forces Bowl: 1

BYU Cougars: 2011
- New Mexico Bowl: 1

BYU Cougars: 2010

#### Individuale
- Defensive MVP del Poinsettia Bowl: 1

2012
- College Football Performance Award - Difensore dell'Anno: 1

2012
- College Football Performance Award - Linebacker dell'Anno: 1

2012
- Third team All-American: 2

2012, 2013
- First-team All-Independent: 3

2011, 2012, 2013

## Carriera professionistica

### Detroit Lions
Durante il corso del 2012 Van Noy fu pronosticato per essere scelto tra primo e secondo giro durante il Draft NFL 2013 ma decise di rimanere a BYU un altro anno per concludere il suo percorso sportivo nei Cougars. Nel 2013, considerato il quarto miglior linebacker eleggibile per il Draft, fu ancora una volta pronosticato per essere scelto tra primo e secondo giro durante il Draft NFL 2014, venendo infine selezionato 40º assoluto dai Detroit Lions. Nella sua prima stagione disputò otto partite, nessuna come titolare, mettendo a segno sei tackle.

### New England Patriots
Il 25 ottobre 2016 Van Noy venne scambiato dai Lions, assieme ad una scelta al settimo giro, coi New England Patriots per una scelta al sesto giro nel Draft NFL 2017. Debuttò con la nuova maglia in una partita contro i San Francisco 49ers, mettendo a segno un sack e tre tackle. Il 4 dicembre 2016, contro i Los Angeles Rams, realizzò il primo intercetto della carriera ai danni del quarterback Jared Goff.
Il 5 febbraio 2017 Van Noy vinse il suo primo Super Bowl, il LI, disputato contro gli Atlanta Falcons ai tempi supplementari (prima volta nella storia del Super Bowl), con il punteggio di 34-28.
Nel 2018, Van Noy guidò la squadra in tackle totali (92), facendo anche registrare 3,5 sack, con New England che si qualificò per il terzo Super Bowl consecutivo, dove partì come titolare nella vittoria contro i Los Angeles Rams per 13-3.
Nel quarto turno della stagione 2019 Van Noy fu premiato come miglior difensore della AFC della settimana dopo avere fatto registrare 8 tackle, 2 sack e 3 fumble forzati nella vittoria sui Buffalo Bills.

### Miami Dolphins
Il 16 marzo 2020, Van Noy firmò con i Miami Dolphins un contratto quadriennale del valore di 51 milioni di dollari. Nel tredicesimo turno fu premiato come difensore della AFC della settimana dopo avere fatto registrare 8 tackle (di cui 5 con perdita di yard), 3 sack e un passaggio deviato nella vittoria sui Cincinnati Bengals.

### New England Patriots
Il 19 marzo 2021 Van Noy firmò un contratto biennale del valore di 13,2 milioni di dollari per fare ritorno ai Patriots.

### Los Angeles Chargers
Il 5 maggio 2022 Van Noy firmò con i Los Angeles Chargers.

### Baltimore Ravens
Il 27 settembre 2023 Van Noy firmò con la squadra di allenamento dei Baltimore Ravens, venendo promosso nel roster attivo tre giorni dopo. Nella settimana 9 mise a segno due sack in due snap consecutivi nella vittoria sui Seattle Seahawks.
Nel secondo turno della stagione 2024 Van Noy mise a segno due sack nella sconfitta a sorpresa contro i Las Vegas Raiders. Alla fine di settembre fu premiato come miglior difensore della AFC del mese, in cui guidò la conference con 6 sack. Chiuse la stagione guidando la squadra con 12,5 sack, quarto nella NFL.

## Palmarès

### Franchigia
- Super Bowl : 2

New England Patriots: LI, LIII
- American Football Conference Championship: 3

New England Patriots: 2016, 2017, 2018

### Individuale
- Difensore della AFC del mese: 1

settembre 2024
- Difensore della AFC della settimana: 2

4ª del 2019, 13ª del 2020